# Acosmeryx miskini
Acosmeryx miskini är en fjärilsart som beskrevs av Murray 1873. Acosmeryx miskini ingår i släktet Acosmeryx och familjen svärmare. Inga underarter finns listade i Catalogue of Life.

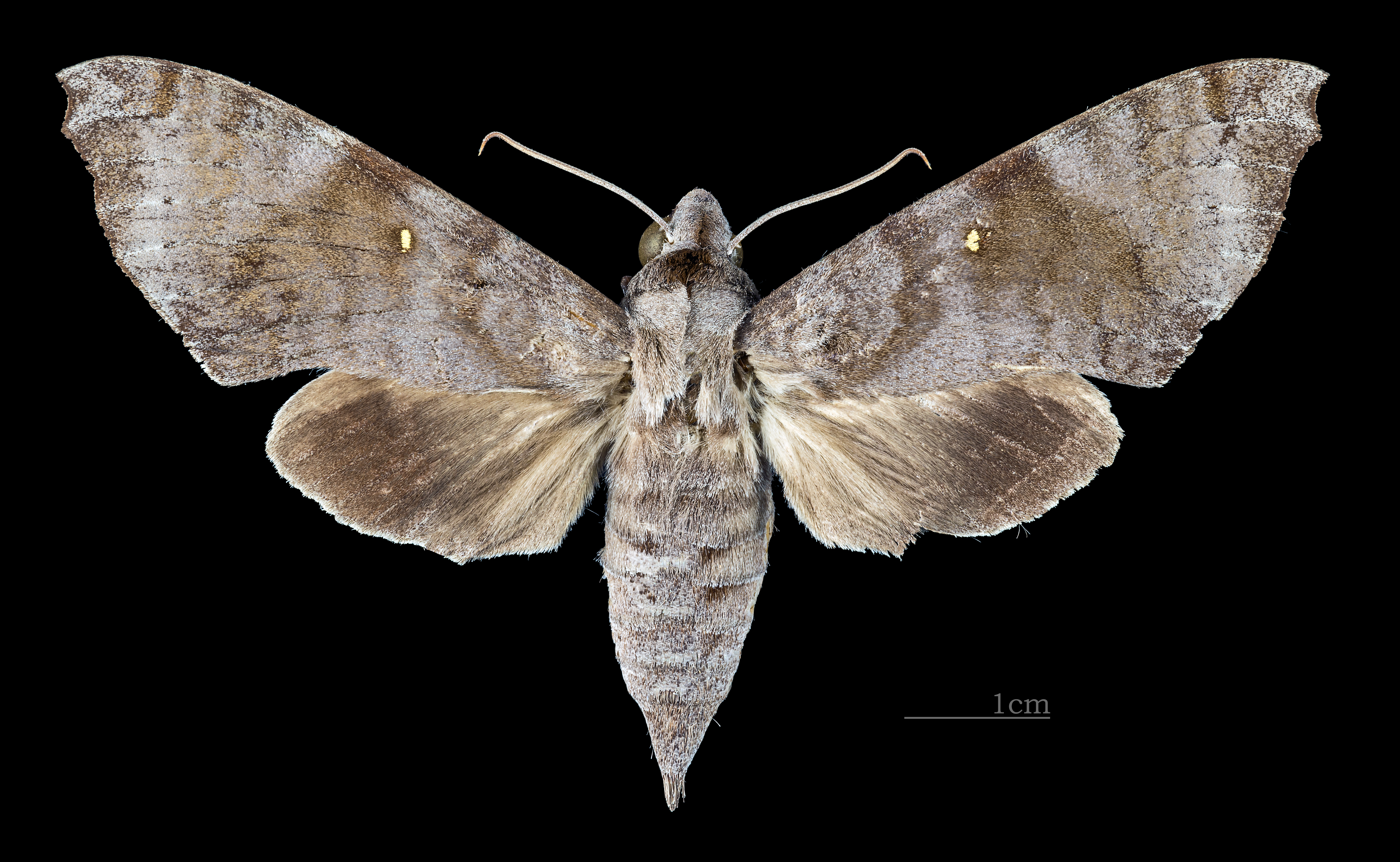
♀
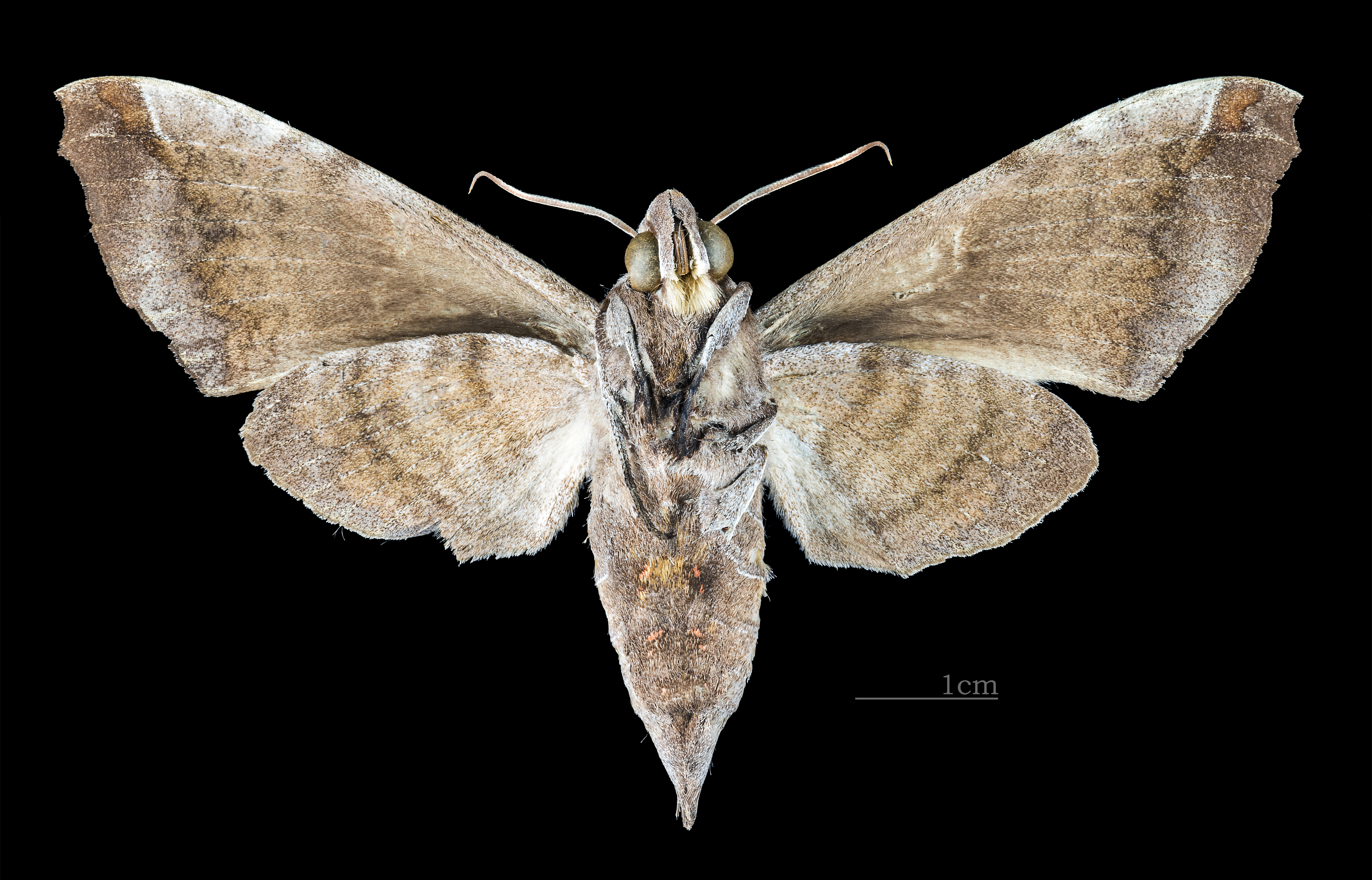
♀ △